# Les abominables monstres de l'espace attaquent

Les abominables monstres de l'espace attaquent est une histoire en bande dessinée de Don Rosa. Elle met en scène Balthazar Picsou avec ses neveux Donald Duck, Riri, Fifi et Loulou, y apparaît également une famille d'extraterrestres. Elle se déroule principalement dans l'espace.

## Synopsis
Picsou et ses neveux sont dans le coffre-fort où il leur décrit avec enthousiasme les météorites qui constituent les trésors que sa société de récupération antartico-cosmique recherchent ; en effet, ayant déjà découvert la plupart des trésors que recèle notre monde, Picsou se lance dans un nouveau défi de prospection spatiale. À ce moment arrive une caisse de sa société qui contient ce qui semble être un météore mais qui se révèle être une machine d'origine inconnue ; Picsou arrive à en extraire l'élément principal et le rallume sans prendre de précaution. Son coffre-fort quitte alors la colline Killmotor et s'envole vers l'espace, s'engage alors une course-poursuite pour rattraper le coffre-fort.

## Fiche technique
- Histoire n°D 96203
- Éditeur : Egmont
- Titre en anglais : Attack of the Hideous Space-Varmints puis Attack of the Hideous Space Monsters
- Titre en français : Les abominables monstres de l'espace attaquent !
- 24 planches
- Auteur et dessinateur : Don Rosa
- Première publication aux États-Unis: Walt Disney's Comics and Stories n°614, juillet 1997.
- Première publication en France : Picsou Magazine n°312, janvier 1998.